# Paradyż (województwo pomorskie)
Paradyż (kaszb. Paradiz) – kolonia kaszubska w Polsce położona w województwie pomorskim, w powiecie wejherowskim, w gminie Wejherowo. 
Kolonia jest częścią składową sołectwa Góra. Paradyż znajduje się na trasie zawieszonej linii kolejowej Wejherowo-Choczewo-Lębork w pobliżu dawnej stacji Góra Pomorska.
W latach 1975–1998 miejscowość należała administracyjnie do województwa gdańskiego.

## O nazwieParadyż
Paradyż to "skaszubszczona" (Paradiz) forma niemieckiego odpowiednika "raju" (das Paradies).
Występuje również forma nazewnicza Robacznik.